# Alegeri legislative în Franța, 2024
Alegerile legislative anticipate din Franța au avut loc între 30 iunie și 7 iulie 2024 pentru alegerea celor 577 de membri ai Adunării Naționale a celei de A Cincea Republici Franceze. Alegerile au loc după ce președintele Emmanuel Macron a dizolvat parlamentul ca urmare a rezultatului alegerilor europarlamentare în care Renașterea a suferit o înfrângere drastică în fața Adunării Naționale.
Alegerile au avut patru principale blocuri politice favorite: Ensemble, coaliția președintelui Macron formată din Renașterea, Mișcarea Democrată, și Orizonturi; Noul Front Popular, care reunește principalele partide de stânga, printre care La France Insoumise, Partidul Socialist, Ecologiștii, și Partidul Comunist Francez; Adunarea Națională (RN), care se bucură, de asemenea, de susținerea a câtorva zeci de candidați din aripa Éric Ciotti de la Republicani (LR) pe lângă candidații proprii; și marea majoritate a celorlalți candidați republicani, care sunt sprijiniți de comitetul național de învestitură al partidului.
Sondajele de opinie preelectorale au sugerat că prezența ridicată la vot și nivelul de tripolarizare a electoratului între Ensemble, Noul Front Popular și Adunarea Națională aveau potențialul de a duce la un număr fără precedent de tururi în trei în turul doi al alegerilor. De asemenea, analiștii au remarcat că consolidarea electoratului din spatele acestor trei forțe politice principale ar putea duce, de asemenea, la un blocaj instituțional total după alegeri, în cazul în care niciun bloc nu ar fi în măsură să obțină voturile majorității absolute a membrilor Adunării Naționale, care ar putea să-l forțeze pe Macron să organizeze din nou alegeri anticipate la un an după alegerile din 2024, așa cum prevede constituția.
În primul tur al alegerilor, RN și aliații lor au condus cu 33,21% din voturi, urmat de Noul Front Popular cu 28,14%, Ensemble cu 21,28% și candidații LR cu 6,57%, prezență totală la vot fiind de 66,71%, cea mai mare din 1997. Pe baza acestor rezultate, 306 circumscripții s-au îndreptat către tururi în trei (așa numitele triunghiuri) și 5 tururi cu patru candidați. Un total de 76 de candidați au fost aleși direct în primul tur, iar candidații susținuți de RN s-au calificat pentru al doilea tur în alte 444 de circumscripții electorale, față de 415 pentru NFP, 321 pentru Ensemble și 63 pentru LR (conform clasificărilor Le Monde de candidați). Până în al doilea tur, după ce 134 de candidați susținuți de NFP și 82 de candidați susținuți de Ensemble s-au retras (dintre care majoritatea au făcut acest lucru pentru a încerca să împiedice RN să câștige), au rămas doar 89 de tururi în trei și 2 în patru.
Contrar proiecțiilor preelectorale, Candidații susținuți de NFP au câștigat majoritatea locurilor după al doilea tur, de asemenea candidații Ensemble au întrecut așteptările clasând formațiunea pe locul 2 în fața candidaților RN care a căzut pe locul trei, urmat de LR pe locul patru. Potrivit etichetării candidaților de către Ministerul de Interne, candidații aparținând partidelor NFP au primit 180  de locuri (cu mult sub cele 289 necesare pentru o majoritate), față de159 pentru cei aparținând partidelor din Ensemble, 142 pentru candidații susținuți de RN și 39 pentru candidații LR, rezultând un parlament fragmentat. Clasificările neoficiale ale afilierilor candidaților pot diferi ușor de cele utilizate de Ministerul de Interne: conform analizei Le Monde, au fost aleși 182 de candidați afiliați NFP, față de 168 pentru Ensemble, 143 pentru RN și 45 pentru LR. Prezența la vot pentru turul doi, 66,63%, a stabilit, de asemenea, recordul pentru a fi cel mai mare din 1997.
În urma rezultatelor, Gabriel Attal a anunțat că își va prezenta demisia din funcția de prim-ministru pe 8 iulie, dar și-a exprimat dorința de a rămâne în postul său atât timp cât va fi necesar, iar personalități de vârf ale NFP au cerut numirea unui prim-ministru din stânga. Macron a refuzat „deocamdată” demisia lui Attal a doua zi.

## Context
Ca urmare a alegerilor legislative din 2022, Ensemble a pierdut majoritatea absolută în Adunarea Națională. Printre partidele membre ale coaliției s-a numărat și partidul președintelui Emmanuel Macron, Renașterea (fostul La République En Marche!). Între timp, cele două blocuri principale de opoziție, de stânga Noua Uniune Populară Ecologică și Socială (NUPES) și Adunarea Națională de extremă dreapta (RN) au obținut câștiguri semnificative în ceea ce privește locurile. În ciuda acestui fapt, niciun grup nu a câștigat majoritatea absolută, rezultând într-un parlament fragmentat pentru prima dată de la alegerile din 1988. Lipsa majorității absolute a dus la invocarea repetată a controversatului articol 49.3 din constituție pentru a adopta legislația, Élisabeth Borne făcând acest lucru de 23 de ori până în decembrie 2023.
Pe 9 iunie 2024, la scurt timp după ora 21:00 CEST, Macron a dizolvat Adunarea Națională și a convocat alegeri anticipate într-un discurs național, în urma unor proiecții care indicau că lista L'Europe Ensemble va fi eclipsată semnificativ de RN la alegerile pentru Parlamentul European din Franța. În discursul său, el a numit ascensiunea naționalismului de către agitatori o amenințare pentru Franța, Europa și locul Franței în lume. El a avertizat, de asemenea, că extrema dreaptă va aduce „sărăcirea poporului francez și prăbușirea țării noastre”. Primul tur al alegerilor este programat pentru 30 iunie, iar al doilea tur va avea loc pe 7 iulie.
Liderul RN, Jordan Bardella, a numit disparitatea o „dezavuare usturătoare” a lui Macron, spunând că rezultatele au marcat „ziua 1 a erei post-Macron”. Marine Le Pen, președintele grupului RN din Adunarea Națională, și Jean-Luc Mélenchon, liderul La France Insoumise, au sărbătorit rezultatele alegerilor și au salutat anunțul alegerilor anticipate.
Decizia de a organiza alegeri a fost o surpriză pentru observatorii externi și a fost considerată riscantă pentru majoritatea prezidențială a lui Emmanuel Macron, unii sugerând că Macron a dorit să forțeze o decizie între RN și opoziția lor, iar alții evaluând că Macron intenționează. pentru a câștiga majoritatea, pe liderul Renașterii, Stéphane Séjourné, încercând să-i ispitească pe titulari moderati atât de stânga, cât și de dreapta să se alăture alianței sale în comentariile făcute imediat după anunțarea dizolvării.

## Campanie

### Calendar
Termenul pentru înscrierea candidaților pentru primul tur de scrutin a fost de pe 12 iunie până pe 16 iunie, în timp ce termenul limită de înregistrare a candidaților pentru al doilea tur este 2 iulie. Campania oficială, în cadrul căreia trebuie respectate reglementările audiovizuale și electorale, a început pe 17 iunie.
Timpul extrem de scurt pentru pregătirea alegerilor a reprezentat provocări logistice semnificative, în special în Franța de peste mări, deoarece municipalitățile trebuiau să acopere singure costurile de organizare a scrutinului, pe lângă necesitatea de a recruta și forma voluntari pentru a conduce secțiile de votare. într-un timp relativ scurt.
Pentru cei înscriși pe listele electorale consulare, votul online pentru circumscripțiile electorale pentru rezidenții francezi de peste mări se desfășoară în perioada 25 iunie, la ora 12:00 CEST, până în 27 iunie, la ora 12:00 CEST, pentru primul tur și de la 3 iulie, la ora 12:00 CEST, până în 4 iulie. la ora 18:00 CEST pentru turul al doilea. Mulți dintre cei care au încercat să voteze pe 25 iunie au raportat că site-ul de votare nu a fost accesibil din cauza traficului ridicat.

### Proteste
Pe 9 iunie, protestele au izbucnit imediat după anunțarea rezultatelor alegerilor europene, unde mai multe sute de oameni au demonstrat împotriva victoriei Adunării Naționale (RN) în Piața Republicii din Paris și au cerut o „unire a stângii” pentru următoarele alegeri legislative și câteva zeci de oameni au strigat lozinci anti-Jordan Bardella la Lille. Multe sindicate, grupuri studențești, grupuri pentru drepturile omului și partide politice au organizat mitinguri pentru a se opune politicilor antiimigrație și eurosceptice ale Adunării Naționale și pentru a promova „alternative progresiste pentru lumea muncii”. Partidele politice care au cerut mitinguri au inclus Partidul Socialist, Partidul Comunist, Ecologiștii și La France Insoumise, în timp ce grupurile sindicale care au cerut mitinguri au inclus Confederația Democrată Franceză a Muncii (CFDT), Confederația Generală a Muncii (CGT), Uniunea Sindicatelor Autonome, Fédération Syndicale Unitaire și Solidaires, promovând „cele mai mari” demonstrații posibile.
Pe 18 iunie, CGT a cerut alegătorilor să susțină alianța Noul Front Popular din stânga centrului, fiind prima dată când a emis instrucțiuni specifice de vot pentru un anumit candidat sau partid.

### Partide și coaliții

#### Noul Front Popular

Harta circumscripțiilor electorale a principalilor candidați afiliați partidelor din Noul Front Popular

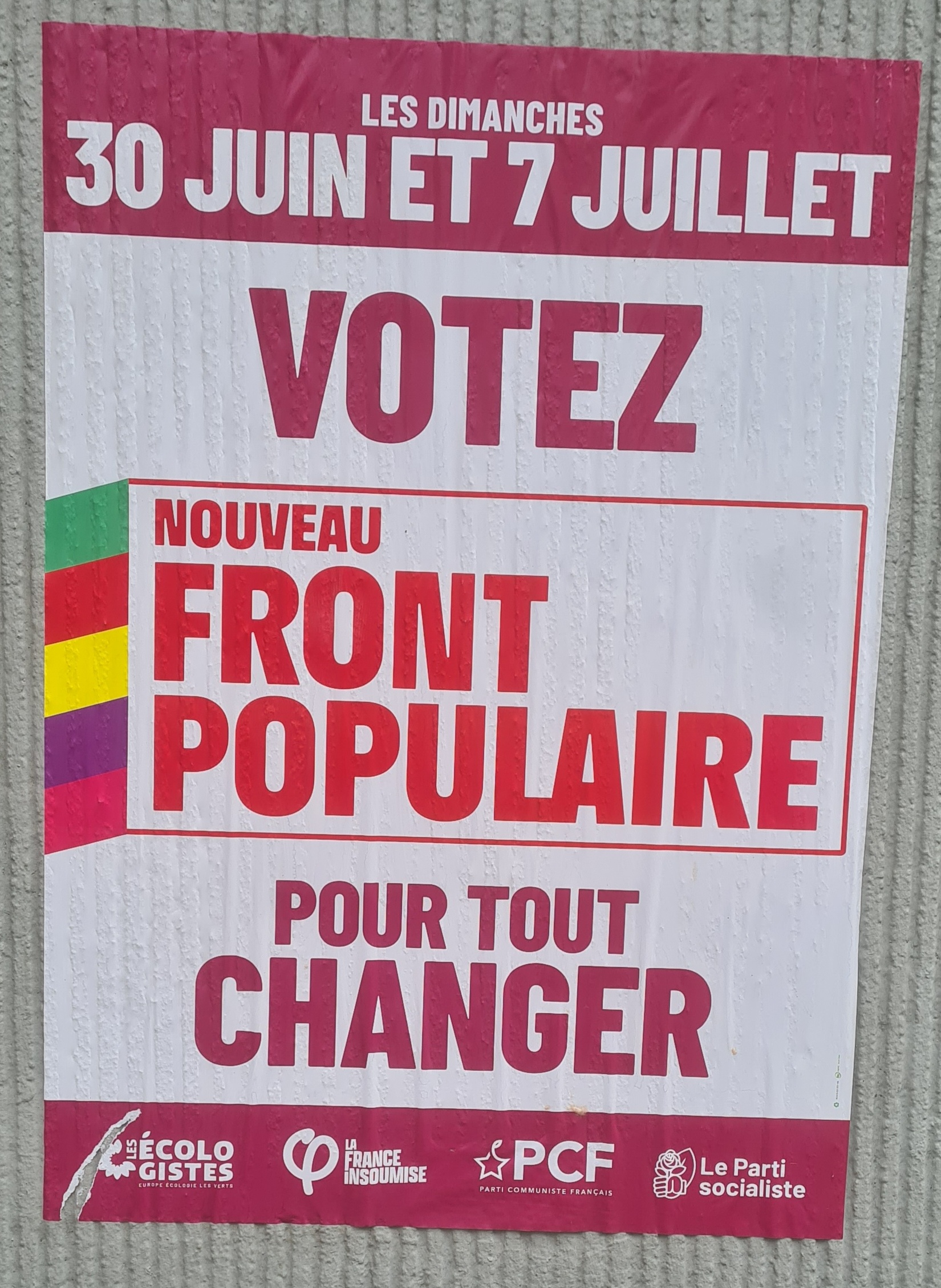
Afiș de campanie al Noului Front Popular

Politicianul de stânga François Ruffin a cerut tuturor partidelor de stânga, inclusiv Verzilor, să formeze un „front popular” pentru a evita „cel mai rău” rezultat. Apelurile la unitate au fost, de asemenea, împărtășite de liderul Partidului Socialist (PS), Olivier Faure, liderul Verzilor Marine Tondelier și liderul Partidului Comunist Francez (PCF), Fabien Roussel. O scrisoare a 350 de intelectuali (inclusiv Esther Duflo și Annie Ernaux) care cer o unire a forțelor de stânga a fost publicată în Le Monde pe 10 iunie. Noul Front Popular a fost înființat în aceeași zi, reunind La France Insoumise (LFI), PS, Verzii, PCF, Place Publique și diverse alte forțe politice. Coaliția și-a dezvăluit platforma de campanie pe 14 iunie, care a inclus răsturnarea politicii de imigrație a lui Macron și reforma pensiilor, continuarea ajutorului militar pentru Ucraina și trimiterea forțelor de menținere a păcii pentru a asigura siguranța centralelor nucleare din Ucraina. NFP a mai anunțat propuneri bugetare care includ o taxă de solidaritate pe avere „cu componentă climatică” și o creștere cu 14% a salariului minim.
Pe 13 iunie, LFI, PS, Verzii și PCF au ajuns la un acord privind modul de alocare a celor 546 de circumscripții (inclusiv Franța metropolitană și alegătorii francezi care locuiesc în străinătate) între candidații pentru alegeri, obținând 229, 175, 92 și 50 de circumscripții, respectiv, cu aceste locuri împărțite între ele și forțele aliate. După protestele altor membri ai alianței, Adrien Quatennens, condamnat anterior pentru violență domestică, și-a retras candidatura în prima circumscripție a Nordului pe 16 iunie. Câțiva deputați actuali ai LFI care au criticat liderul Mélenchon – Alexis Corbière, Raquel Garrido, Hendrik Davi și Danielle Simonnet – care nu au fost renumiți în circumscripțiile lor sub umbrela Noului Front Popular, o decizie criticată atât de susținătorii lor, cât și de alți lideri de partid din cadrul alianței. Cu toate acestea, cei patru candidați și-au menținut candidaturile împotriva oponenților LFI din circumscripțiile lor. Nici Frédéric Mathieu, un alt critic al lui Mélenchon din cadrul LFI, nu a fost nominalizat și a optat să nu candideze pentru realegere.
Oponenții Noului Front Popular au exploatat incertitudinea cu privire la cine va fi numit prim-ministru în cazul victoriei stângii, avertizând asupra amenințării cu numirea lui Jean-Luc Mélenchon dat fiind refuzul acestuia de a se recuza din funcție; deși pe 22 iunie a spus că ar fi dispus să fie numit prim-ministru, el a susținut că „nu se va impune”, chiar dacă au circulat numeroase alte nume de potențiali numiți. Alte figuri de stânga, deși reticente în a aborda întrebarea cine credeau că ar trebui să fie prim-ministru, au fost surprinse de comentariile sale: fostul președinte François Hollande, candidat în prima circumscripție din Corrèze, a opinat că Mélenchon ar trebui să „țină gura închisă”. fostul prim-ministru Lionel Jospin a spus că a auzit „aproape peste tot, și în special de la alegătorii de stânga” că „Jean-Luc Mélenchon nu este soluția”, Fabien Roussel a publicat o declarație în care spune că „nominalizarea lui Melenchon pentru postul de prim-ministru”, ministru, [speculații din care] el însuși se hrănește, nu a făcut niciodată obiectul unui acord între forțele Frontului Popular”, Marine Tondelier, intervievată la LCI despre remarcile lui Mélenchon, a pictat un portret generic al atributelor premierului ideal, care se termină cu „și în sfârșit, cineva care unește”. Într-un sondaj Elabe pre-electoral, doar 16% dintre respondenți – inclusiv doar 49% dintre alegătorii lui Mélenchon din 2022, 24% dintre susținătorii partidelor verzi și 17% dintre susținătorii Partidului Socialist – au indicat că ar susține numirea lui ca prim-ministru. față de 83% împotriva ideii.
Luptele interioare au ieșit la iveală pe 24 iunie, începând cu comentariile liderului PCF, Fabien Roussel, dimineața: „Îi spun asta lui Jean-Luc Mélenchon: nimeni nu se poate proclama prim-ministru”, la care a adăugat că Noul Front Popular are nevoie de „cea mai unificatoare personalitate” care să-i conducă în viitoarea Adunare Națională care, potrivit lui, clar nu ar fi Mélenchon, comentează și Faure. Aceste observații au fost urmate de Tondelier care a declarat că Mélenchon nu va fi prim-ministru și că orice prim-ministru ar trebui să fie ales prin consens între forțele Noului Front Popular, dar a fost aproape imediat mustrată de coordonatorul național LFI Manuel Bompard, care a susținut că „nimeni nu poate decide să-l excludă” pe Mélenchon. În interviurile de seară consecutive la France 2, cofondatorul Place Publique și europarlamentarul Raphaël Glucksmann (ales în Parlamentul European pe o listă comună cu PS), a făcut ecou comentariilor lui Tondelier declarând definitiv că „Mélenchon nu va fi prim-ministru. ”, chiar dacă Mélenchon i-a spus lui Hollande să „tacă” ca răspuns la comentariile sale din ziua precedentă, s-a plâns că speculația se datorează „geloziei” celorlalți din stânga și a deplâns faptul că a trebuit să cedeze 100 de circumscripții suplimentare pentru Candidații PS în comparație cu Noua Uniune Populară Ecologică și Socială (NUPES) în 2022, deoarece lista lui Glucksmann a depășit lista LFI la alegerile europene precedente.

#### Ensemble

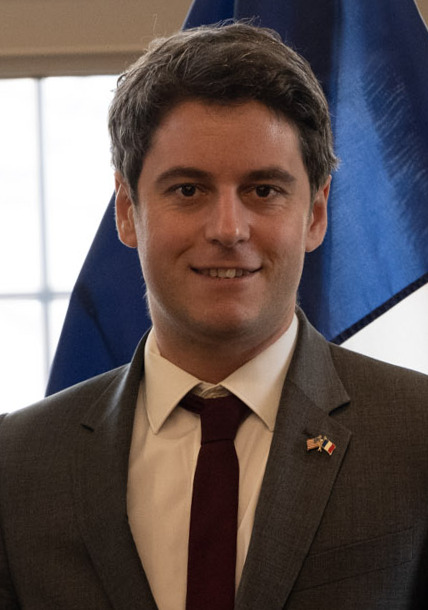
Gabriel Attal în 2023

The Ensemble coalition of Renaissance, the Democratic Movement (MoDem), Horizons, the Union of Democrats and Independents (UDI), and the Radical Party was renewed after swift negotiations soon after the dissolution announcement.
On 12 June, Macron said that he had called the election to prevent a far-right victory in the 2027 presidential election. He criticised The Republicans for its potential alliance with the RN, as well as the New Popular Front, and urged all parties "able to say no to extremes" to unite. In an open letter published on 23 June, Macron wrote that he hoped that "the future government [would gather] republicans of diverse sensibilities who will be known for their courage to oppose the extremes," in a nod to the possibility of a post-election coalition. Prime Minister Gabriel Attal pledged to lower electricity bills and inheritance taxes, link pensions to inflation, and provide aid to first-time property buyers. Echoing the RN's proposals in response to a spate of youth violence, Attal also announced that he would seek to abolish age as a mitigating circumstance for statutory penalties by default, meaning that judges would charge lawbreaking children as adults unless they provided explanations as to why an exception should be granted. At the same time, he attacked the RN's programme of "division, hate, and stigmatisation," and said the RN's backtracking on various economic policies showed that they were "not ready to govern."
Trailing in third place nationally behind the NFP and RN in pre-election polls, Macron and his allies decided to focus their attacks on the programme of the New Popular Front prior to the first round and mostly avoid direct confrontation against the RN until the second round. Attal claimed that the NFP's proposal to raise the minimum wage by 14.3% to net €1,600 per month would lead to the loss of 500,000 jobs, and Minister of Finance Bruno Le Maire claimed that it would be "a catastrophe" resulting in "mass unemployment" if implemented, with the European Commission having just announced it would meet to launch the excessive deficit procedure against France. Macron publicly denounced the NFP's "totally immigrationist" stance and decried proposals which would make it easier for transgender people to change their civil status by allowing them to do so at their local town hall as "completely grotesque," and his former prime minister Élisabeth Borne decried the alliance as being one of "separatist wokists who support Islamism and communitarianism" with a nonsensical programme and disastrous economic policies.
A recurring theme of the Ensemble campaign was the willingness of its figureheads to draw equivalencies between the New Popular Front and National Rally. On 21 June, Macron argued that, "contrary to what some say," the left and RN are not "rampart[s] of [each] other ... there are extremes we must not allow to pass." Finance minister Bruno Le Maire warned that a victory by either the far-right or the left could cause a financial crisis, lambasting both of their economic platforms as "leftist projects inspired by Marxism." In an interview on 24 June, Gender Equality Minister Aurore Bergé remarked that "the best rampart, particularly against the Popular Front, is not the RN, it's us," and like Macron, refused to give second-round voting instructions in support of either of "the extremes" represented by the New Popular Front and RN prior to the first round. In a podcast episode released the same day, Macron warned that the "two extremes" would lead France "to civil war," whether because of the xenophobia of the RN or the communitarianism of the left.
Many of Macron's closest advisors publicly expressed dismay at his decision to dissolve the National Assembly in the days after his surprise announcement. Yaël Braun-Pivet, president of the National Assembly before the dissolution, privately disagreed with the decision and attempted to dissuade him, and said she believed that a coalition was possible. Finance Minister Bruno Le Maire trashed Macron's coterie at the Élysée as "woodlice," and his former prime minister Édouard Philippe, head of the Horizons party within the Ensemble alliance, said that Macron had "killed the presidential majority" through his reckless decision. Outgoing Ensemble deputies expressed exasperation with Macron, with one remarking that "I wish he'd shut up and let us get out of the mess he's gotten us into;" François Bayrou, leader of alliance member MoDem, deemed it necessary to "de-Macronise the campaign;" and candidates became "fed up" with Macron's refusal to abide by his promise to stay out of the campaign. As Macron's popularity ratings plunged to their lowest level ever in post-dissolution surveys, with fr noting that most respondents in an Ifop-JDD survey characterised the decision as "incomprehensible," "thoughtless," or "irresponsible" and 70% in a BVA Xsight-RTL survey declaring that they did not want Macron involved in the campaign, Ensemble candidates kept a local focus, with images of Macron were almost entirely absent from campaign posters: only one out of 22 government ministers' posters featured his image.

#### Republicanii

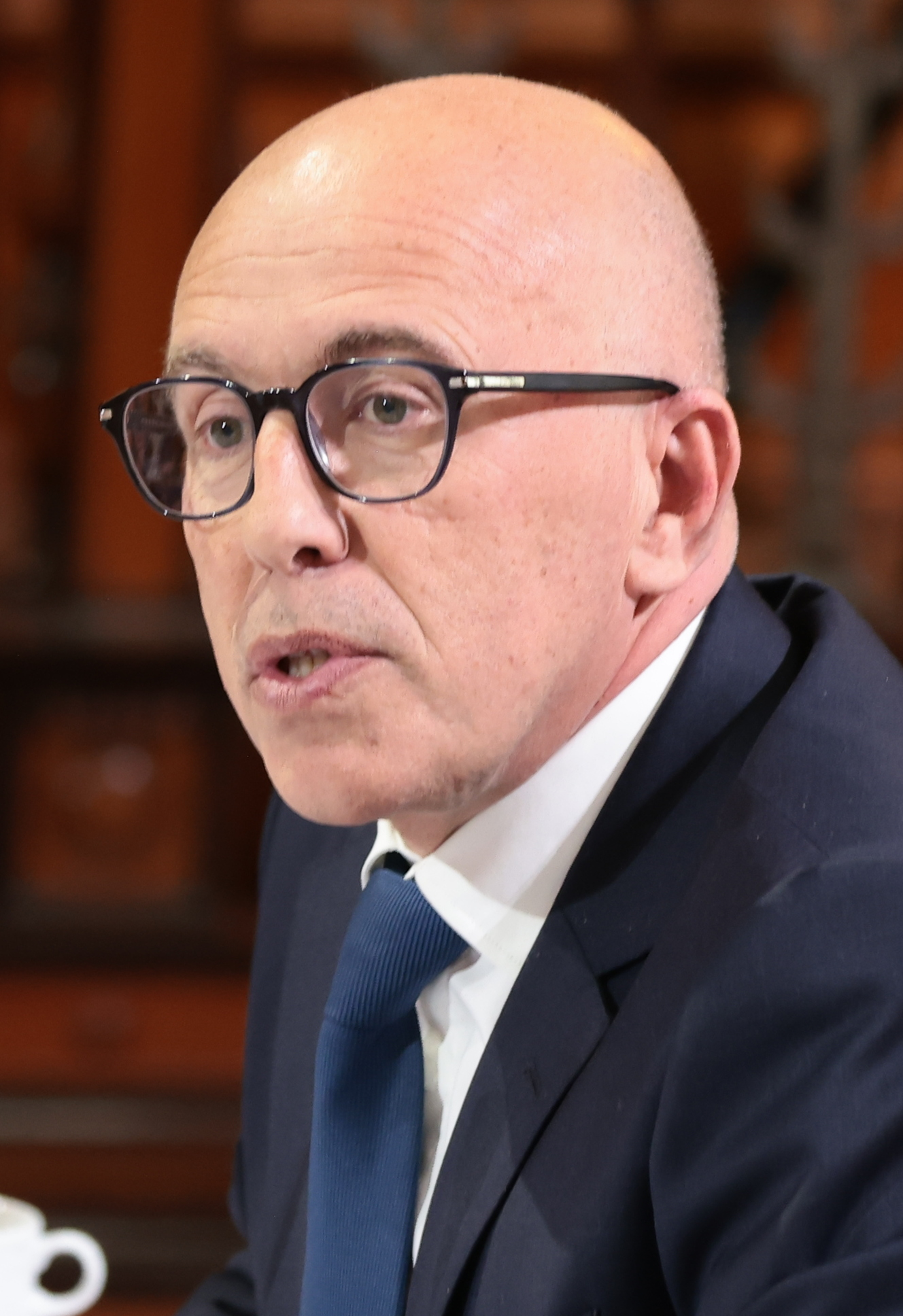
Éric Ciotti în 2023

Președintele Republicanilor, Éric Ciotti, s-a exprimat în favoarea unei alianțe cu RN în timpul unui interviu din 11 iunie acordat canalului francez TF1. Olivier Marleix, șeful partidului în Adunarea Națională, a cerut ca răspuns demisia lui Ciotti. Pe 12 iunie, comitetul politic al republicanilor a votat în unanimitate revocarea lui Ciotti din funcția de președinte și excluderea lui din partid. Cu toate acestea, acesta din urmă a respins decizia, numind-o „o încălcare flagrantă a statutelor noastre”, care era ilegală și nulă. O instanță de la Paris a revizuit decizia pe 14 iunie, în care Ciotti a fost repus în funcția de lider al partidului între timp, în timp ce republicanii din Hauts-de-Seine au anunțat o alianță locală cu Renașterea. Pe 17 iunie, Ciotti a obținut un acord cu RN pentru a prezenta 62 de candidați, dintre care niciunul nu este deputat LR, cu excepția lui și a apropiatului său Christelle d'Intorni, în timp ce comisia națională de învestitură a LR a dezvăluit candidații în majoritatea celorlalte circumscripții electorale, inclusiv toți ceilalți deputați în funcție care doresc realegerea, precum și depunerea de candidați atât împotriva lui Ciotti, cât și a lui d'Intorni.
Neavând un program electoral detaliat la nivel național, majoritatea candidaților LR au optat să facă campanie în primul rând pe chestiuni legate de circumscripțiile lor, se bazează pe rădăcinile lor locale puternice și pe recunoașterea numelui pentru a lupta pentru supraviețuirea lor și a păstra distanța față de drama din jurul celorlalte trei forțe politice principale și alianța lui Ciotti cu RN. Numeroși deputați LR în exercițiu au refuzat să includă sigla partidului pe accesoriile lor electorale, au rămas în afara presei naționale și au încercat să se prezinte ca fiind independenți de orice partid, Aurélien Pradié alegând să se descrie în pliante drept „o voce puternică, o voce liberă. ” înainte de a părăsi partidul pe 26 iunie, declarând într-un interviu acordat La Dépêche că „Gaullismul nu este mort, este mai viu ca niciodată, dar LR este mort”. Această vizibilitate redusă a fost, de asemenea, rezultatul circumstanțelor foarte variate ale candidaților LR, cu 62 învestiți ca parte a alianței LR-RN, aproximativ 400 învestiți de comisia națională de învestitură a partidului și alți 39 de candidați (inclusiv 26 de candidați în funcție) complet fără opoziție față coaliția Ensemble datorită alinierii lor „constructive” la politicile lui Macron. Chiar și personalități cu un profil național semnificativ, precum fostul președinte de partid Laurent Wauquiez, amenințate de posibilitatea unui val RN, au căutat să rămână în afara reflectoarelor naționale și s-au concentrat să evite să fie subsumate de tripolarizarea electoratului.

#### Adunarea Națională
Opt dintre cei 30 de europarlamentari nou-aleși în Parlamentul European în iunie 2024 au decis să candideze la alegerile naționale. Întrucât ocuparea ambelor posturi este imposibilă, în caz de victorie, aceștia vor fi înlocuiți cu alți membri de partid de mai jos din listă.
Marine Le Pen a promis că RN va forma un „guvern de uniune națională” dacă va câștiga alegerile, iar într-un interviu acordat pentru La Voix du Nord, ea a indicat că este deschisă posibilității de numiri pentru figuri de stânga într-un guvern condus de RN. În același timp, Bardella a spus că este „singurul capabil să-l blocheze pe Jean-Luc Mélenchon și să blocheze extrema stângă” și a îndemnat „toate forțele patriotice ale republicii” să se unească și să împiedice stânga să câștige alegerile. El s-a angajat, de asemenea, să adopte o lege a imigrației care să permită deportarea „delincvenților și islamiștilor” și să reducă costurile energiei în calitate de prim-ministru. Într-un interviu acordat pentru Le Monde, Le Pen a confirmat că Bardella nu va încerca să devină prim-ministru în absența majorității absolute.
Pe 18 iunie, Bardella a cerut alegătorilor să acorde partidului său „majoritatea absolută” pentru ca acesta să poată guverna eficient, angajându-se în același timp să reducă taxele la energie de la 20% la 5,5%. Bardella s-a angajat să respecte angajamentele militare franceze față de NATO și să sprijine Ucraina, dar a exclus trimiterea de rachete cu rază lungă de acțiune și alte arme care ar putea fi folosite pentru a lovi teritoriul Rusiei. Din cauza îngrijorărilor cu privire la reacțiile publice și la îngrijorările investitorilor, RN a atenuat și a amânat unele elemente ale propunerilor sale economice inițiale, inclusiv scutirile de taxe planificate pentru cei sub 30 de ani și eliminarea taxei pe valoarea adăugată (TVA) pentru 100 de produse esențiale și au fost de asemenea amânate propunerile de majorare a salariilor cadrelor didactice. În ciuda afirmațiilor inițiale contrare, Bardella a reafirmat pe 17 iunie că RN intenționează să abroge reforma pensiilor din 2023 și să reducă vârsta legală de pensionare la 60 de ani pentru cei care au început să lucreze înainte de vârsta de 20 de ani. Într-un interviu pentru Le Journal du Dimanche, publicat pe 22 iunie, Bardella a anunțat că, în calitate de prim-ministru, va iniția un audit bugetar național și va convoca un referendum constituțional pentru a garanta reduceri ale fluxurilor migratorii în 2027. El a mai declarat că nu sprijină Frexit și a asigurat că, după alianța lor, membri Republicanii (LR) susținuți împreună de Éric Ciotti și RN ar fi incluși în guvernul său.

Bardella a dezvăluit oficial programul RN pe 24 iunie, inclusiv măsuri de introducere a sentințelor obligatorii, de a pune capăt alocațiilor pentru copii pentru părinții delincvenților minori și de a condamna tinerii infractori la pedepse scurte de închisoare în centrele educaționale închise pentru copii. El a confirmat că RN a continuat să intenționeze să desființeze jus soli, deoarece „dobândirea automată a naționalității franceze nu mai este justificată într-o lume de 8 miliarde de oameni, [cu] luptele noastre zilnice ale incapacității noastre de a le integra și asimila înmulțindu-se pe pământul nostru”, și și-a exprimat dorința atât de a „restabili infracțiunea de ședere ilegală”, cât și de a concretiza aceste propuneri în constituție „pentru a le face și de neatins de jurisprudența europeană sau internațională” printr-un referendum național. În plus, el a declarat că va examina „cheltuielile care încurajează imigrația” și „anumite lacune fiscale scumpe și abuzive” și că inversarea reformei pensiilor din 2023 va fi implementată treptat, mutând vârsta legală de pensionare la 62 de ani. el a sugerat că va încerca să ofere stimulente profesioniștilor din domeniul medical să lucreze în zonele defavorizate, precum și să îi încurajeze pe pensionari să se întoarcă la muncă. Bardella a anunțat, de asemenea, că RN va reduce impozitele pe agricultură, va privatiza mass-media națională franceză, va crește ratele de fertilitate, permițând părinților să își revendice primii doi copii ca o cotă integrală, mai degrabă decât jumătatea actuală, în scopul calculării impozitului pe venitul personal, să elimine impozitele pe moștenire pentru familiile cu venituri mai mici, continuă să nu recunoască Palestina ca stat, deoarece, în opinia sa, ar fi „recunoașterea terorismului”, impune moratorie asupra noilor parcuri eoliene și închiderea unităților de sănătate, interzice produsele agricole care cad. sub standardele pentru produsele autohtone și să se asigure că numai cetățenii francezi sunt eligibili pentru anumite locuri de muncă în securitate și apărare.

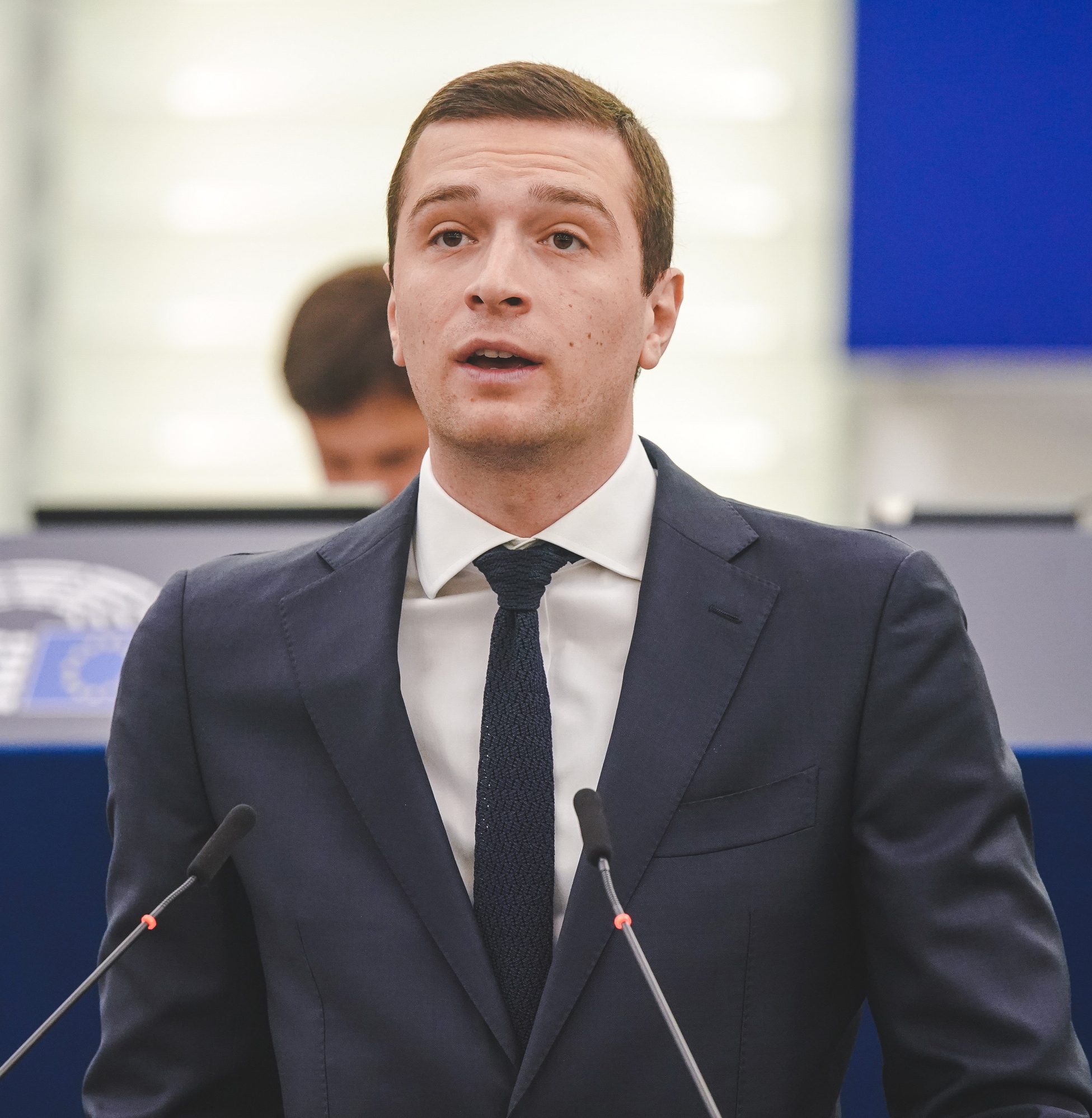
Jordan Bardella în 2022

#### Alte partide politice
Marion Maréchal, o candidată de extremă dreapta a Reconquête la alegerile europene, s-a întâlnit cu mătușa ei Marine Le Pen și cu Jordan Bardella, liderii Adunării Naționale (RN), pe 10 iunie pentru a discuta despre o potențială alianță de extremă dreapta în timpul alegerilor legislative. După întâlnire, Maréchal a indicat că Bardella s-a opus unei alianțe cu Reconquête, deoarece partidul său nu dorea să fie afiliat liderului partidului Reconquête, Éric Zemmour; indiferent, ea și-a anunțat aprobarea pentru RN. Pe 12 iunie, Zemmour a anunțat că o exclude pe Maréchal din partid. În cele din urmă, partidul a prezentat candidați în 330 de circumscripții, hotărând să nu prezinte candidați în circumscripțiile în care candidații asemănători ideologic aveau cele mai mari șanse de a câștiga.
Debout la France participă doar în 107 circumscripții, susținând candidații susținuți de RN în altă parte, iar liderul de partid Nicolas Dupont-Aignan și-a exprimat sprijinul pentru alianța dintre Éric Ciotti și RN. 
Partidul troțkist Lutte Ouvrière a prezentat candidați în 550 de circumscripții. Alte partide care prezintă un număr de două cifre de candidați, conform unei analize Le Monde, includ Noul Partid Anticapitalist cu 30 de candidați, Ecologie la Centru cu 23 de candidați, Unser Land cu 14 candidați și Résistons! cu 12 candidați. Partidul Animalist, care a reușit să trimită candidați în 421 de circumscripții în 2022, a anunțat că nu va încerca să trimită candidați cu un preaviz atât de scurt înainte de primul tur al alegerilor legislative din 2024.

### Dezbateri
France 3 și France Bleu au anunțat că vor organiza peste 200 de dezbateri între candidații locali, care vor fi difuzate la televiziunea și radioul local în trei date separate: 19 iunie, 26 iunie și 3 iulie.
TF1 a anunțat, de asemenea, că intenționează să organizeze o dezbatere pe 25 iunie între Gabriel Attal, Jordan Bardella și Manuel Bompard. Pe 22 iunie, Attal, luând act la comentariile lui Jean-Luc Mélenchon, de trei ori candidat la președinție, care refuză să excludă posibilitatea ca acesta să caute să devină prim-ministru, l-a provocat să participe la dezbatere în locul lui Bompard, coordonatorul echipei naționale de operațiuni al partidului La France Insoumise, o cerere repetată și de Bardella, deși Mélenchon a refuzat. Republicanii au făcut apel la Consiliul de Stat pentru excluderea lor din dezbaterea TF1, Autoritatea de Reglementare pentru Comunicații Audiovizuale și Digitale a refuzat deja să ia măsuri, deși acest recurs a fost respins a doua zi, cu câteva ore înainte de dezbatere.
France 2 a anunțat, de asemenea, o dezbatere pe 27 iunie la ora 20:50 CEST între Attal, Bardella și liderul PS Olivier Faure, cu o dezbatere suplimentară între cele două runde care va avea loc pe 4 iulie, deși participanții la cea din urmă nu au fost încă determinați.

### Incidente
Campania a fost afectată de numeroase incidente de abuz rasial și antisemit. Pe 17 iunie, Hanane Mansouri, membru LR susținut de RN pentru a 8-a circumscripție electorală din Isère a dezvăluit că a fost inundată de abuzuri rasiste anti-arabe după ce candidatura ei a fost confirmată. Candidata LFI Yasmina Samri, candidată în prima circumscripție electorală a Charente-Maritime, a decis să-și pună capăt candidaturii după ce a primit numeroase insulte și amenințări rasiste. În timp ce făcea campanie la Marsilia pentru Noul Front Popular, pe 20 iunie, Raphaël Glucksmane, însoțit de jurnalista Léa Salamé, a fost înregistrat că i s-a spus „rușine să vă fie evreilor” de către un alegător după ce a încercat să le dea un pliant. Ulterior, el a dezvăluit că numărul său de telefon mobil a fost divulgat pe grupuri Telegram și că acum era bombardat simultan cu mesaje de ură de la membrii extremei-dreapte evreiești – indignați de implicarea sa în alianță – și cei de stânga care pretindeau că este. un sionist pro-Netanyahu pe baza numelui său de familie Ashkenazic. La 24 iunie, Shannon Seban, candidata Renașterii pentru a 10-a circumscripție a Val-de-Marne, a anunțat că a depus o plângere la poliție ca răspuns la un grup de festivalieri pro-palestini care țipau „Ieși, jigodie sionistă” la ea. În Calvados, afișele de campanie ale europarlamentarei aleasă LFI Emma Fourreau și ale candidatului de circumscripție a șasea Noé Gauchard au fost măzgălite cu zvastici și simboluri neonaziste.
Pe 17 iunie, Libération a raportat că Marie-Christine Sorin, candidatul RN pentru prima circumscripție electorală din Hautes-Pyrénées, a făcut un tweet în ianuarie în care spunea „Nu, nu toate civilizațiile sunt egale... [unele] tocmai au rămas sub bestialitate în lanțul evolutiv." RN și-a suspendat inițial sprijinul pentru Joseph Martin, candidatul pentru prima circumscripție electorală din Morbihan, după descoperirea unui tweet din 2018 care scria „Gazul a adus dreptate victimelor Holocaustului”, dar l-a reinstalat după ce a explicat că a vrut să spună ca e o aluzie la moartea negaționistului Holocaustului, Robert Faurisson, cu o zi înainte. Pe 19 iunie, fracțiunea pro-Ciotti din LR și-a retras sprijinul pentru Louis-Joseph Pecher, susținut în comun de RN în a 5-a circumscripție din Meurthe-et-Moselle, din cauza istoriei sale de „remarci antisemite, homofobe și odioase”. Pe 25 iunie, Pascal Schneider, primarul orașului Neuves-Maisons, a depus o plângere la procuror împotriva lui Pierre-Nicolas Nups, candidatul Partidului Franței în circumscripția a 5-a din Meurthe-et-Moselle, pentru afișe electorale înfățișând un băiat alb cu ochi albaștri și păr blond citind „Să le dăm un viitor copiilor albi”.
Mai mulți candidați au raportat, de asemenea, atacuri împotriva lor și activiști care îi susțin pe parcursul campaniei. Florian Chauche, candidat LFI și deputat în exercițiu pentru a 2-a circumscripție a Teritoriului de Belfort, a condamnat atacurile fizice și folosirea insultelor rasiste împotriva susținătorilor săi pe 17 iunie. Pe 20 iunie, Hervé Breuil, candidatul RN pentru a 2-a circumscripție electorală din Loarei, a susținut că un grup de indivizi mascați l-au lovit din spate și i-au aruncat fructe putrede în timp ce îl abuzau verbal. Pe 23 iunie, numeroși activiști de stânga (pentru candidata EELV Céline Papin în prima circumscripție Din Girondei, candidatul EELV și deputatul ieșit Sabrina Sebaihi în a 4-a circumscripție din Hauts-de-Seine și candidatul PS Joao Martins Pereira în a 8-a circumscripție din Val-de-Marne ) a raportat că a fost agresat și amenințat de susținătorii de extremă dreapta.
Mulți candidați au raportat, de asemenea, că au primit amenințări cu moartea atât online, cât și în viața reală. Pe 15 iunie, Jean-Jacques Gaultier, candidatul LR pentru a 4-a circumscripție electorală din Vosges, a raportat că a primit o amenințare cu moartea prin poștă. Pe 19 iunie, Elsa Richard, candidata EELV pentru prima circumscripție electorală din Maine-et-Loire, a raportat poliției mesaje de la oameni care amenințau că o vor decapita în fața casei sale. Pe 21 iunie, Pierre Morel-À-L'Huissier, candidat centrist și deputat în funcție pentru circumscripția Lozère, a depus o plângere la poliție după ce a descoperit o etichetă mare cu o amenințare cu moartea împotriva sa în Gorges du Tarn Causses. După ce a fost vizat de hărțuire extinsă și de numeroase amenințări cu moartea pe rețelele de socializare, Ethan Leys, candidat RN pentru a 8-a circumscripție de Nord, a depus o plângere la poliție și a suspendat activitățile de campanie în persoană. 
În plus, Alice Cordier, șefa grupului feminist și identitar Collectif Némésis, a depus o plângere pentru amenințările cu moartea înregistrate pe 16 octombrie 2023 formulate împotriva ei de Raphaël Arnault, candidatul La France Insoumise în prima circumscripție din Vaucluse și purtător de cuvânt al Jeune Garde Antifascist cu mai multe „carduri S”, care au fost adesea aplicate persoanelor considerate potențiale amenințări la adresa securității naționale.

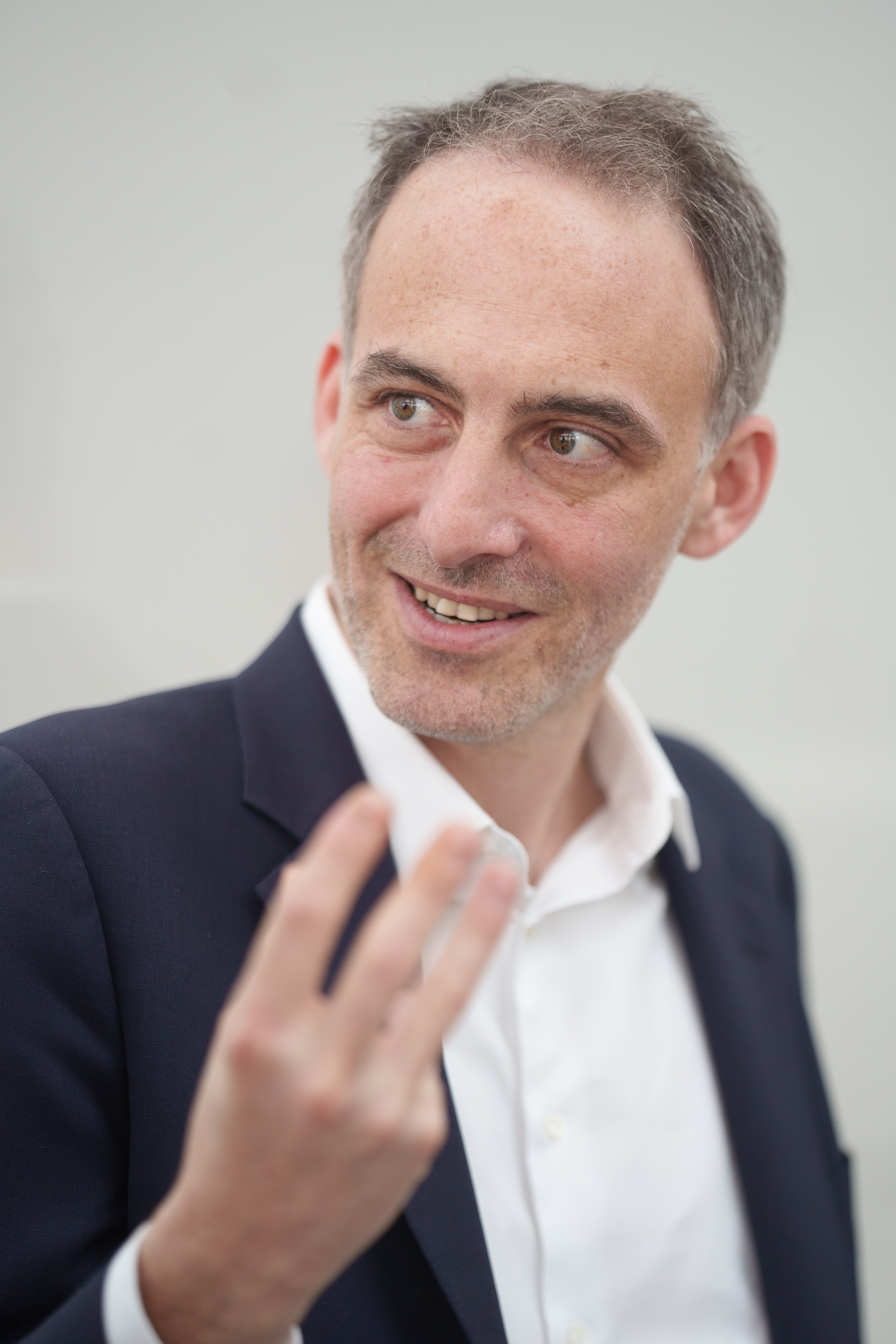
Raphaël Glucksmann în 2024

## Sistem electoral
Cei 577 de membri ai Adunării Naționale, cunoscuți ca deputați, sunt aleși pentru cinci ani printr-un sistem de două tururi în circumscripții uninominale. În primul tur este ales un candidat care primește majoritatea absolută de voturi valabile și un total de voturi mai mare de 25% din electoratul înregistrat. Dacă niciun candidat nu atinge acest prag, se organizează un scrutin între primii doi candidați plus orice alt candidat care a primit un total de voturi mai mare de 12,5% din alegătorii înregistrați. Este ales candidatul care a primit cele mai multe voturi în al doilea tur.
O consecință a pragului de 12,5% este potențialul pentru tururi în trei, denumite și triunghiulare, într-un număr mai mare de circumscripții în turul doi, în cazul prezenței mai mari la vot și al numărului redus de candidați, așa cum se anticipează a fi caz în 2024 în raport cu alegerile legislative anterioare. O astfel de dinamică întărește probabilitatea ca o prezență mai mare la vot să devină un avantaj pentru Adunarea Națională, care a primit o pluralitate clară de voturi în sondajele din pre-primul tur și, ca urmare, ar fi de așteptat să câștige o pondere mai mare de locuri din cauza numărului crescut. de curse cu trei în turul doi.

## Partide politice și alianțe
Below are the major parties and alliances (including any primary components with candidates in at least 3 constituencies) contesting the elections in a majority (289 or more as tallied by Le Monde) of constituencies, listed by their combined results in the previous elections.
Due to the suddenness of the dissolution, significantly fewer candidates will compete in the legislative elections in 2024 compared to previous years, with only 4,010 candidates in 577 constituencies (the lowest figure since the 1988 election). The decline is also explained by both national and local alliances as well as the absence of candidates in some constituencies in order to support other ideologically-aligned candidates. Smaller parties were the most significantly affected (such as the Animalist Party, which presented 421 candidates and received 1.1% of the vote in 2022 but announced it would not present candidates in 2024) due to their inability to negotiate alliances with larger parties and identify candidates in the majority of constituencies with such short notice.
| Partid sau alianță | Partid sau alianță            | Partid sau alianță                      | Partid sau alianță             | Lider                                                                           | Ideologie principală       | Poziție politică            | Locuri înainte de alegeri | Statut   |
| ------------------ | ----------------------------- | --------------------------------------- | ------------------------------ | ------------------------------------------------------------------------------- | -------------------------- | --------------------------- | ------------------------- | -------- |
|                    | Ensemble                      |                                         | Renașterea și aliații          | Stéphane Séjourné                                                               | Liberalism                 | Centru                      | 164 / 577                 | Guvern   |
|                    | Ensemble                      | Mișcarea Democrată                      | François Bayrou                | Liberalism                                                                      | Centru spre centru-dreapta | 47 / 577                    |                           | Guvern   |
|                    | Ensemble                      | Orizonturi                              | Édouard Philippe               | Conservatorism liberal                                                          | Centru-dreapta             | 31 / 577                    |                           | Guvern   |
|                    | Ensemble                      | Partidul Radical                        | Laurent Hénart                 | Liberalism                                                                      | Centru                     | 4 / 577                     |                           | Guvern   |
|                    | Ensemble                      | Uniunea Democraților și Independenților | Hervé Marseille                | Liberalism                                                                      | Centru spre centru-dreapta | 3 / 577                     |                           | Guvern   |
|                    | Noul Front Popular            |                                         | La France Insoumise și aliații | Manuel Bompard                                                                  | Socialism democratic       | Stânga                      | 76 / 577                  | Opoziție |
|                    | Noul Front Popular            | Partidul Socialist și aliații           | Olivier Faure                  | Social democrație                                                               | Centru-stânga              | 31 / 577                    |                           | Opoziție |
|                    | Noul Front Popular            | Ecologiștii și aliații                  | Marine Tondelier               | Politică verde                                                                  | Centru-stânga spre stânga  | 23 / 577                    |                           | Opoziție |
|                    | Noul Front Popular            | Partidul Comunist Francez și aliații    | Fabien Roussel                 | Comunism                                                                        | Stânga spre extremă stânga | 19 / 577                    |                           | Opoziție |
|                    | Adunarea Națională și aliații | Adunarea Națională și aliații           | Adunarea Națională și aliații  | Jordan Bardella                                                                 | Populism de dreapta        | Extrema dreaptă             | 89 / 577                  | Opoziție |
|                    | Republicanii                  | Republicanii                            | Republicanii                   | De jure : Éric Ciotti De facto : Annie Genevard / François-Xavier Bellamy [ p ] | Conservatorism liberal     | Centru-dreapta spre dreapta | 54 / 577                  | Opoziție |
|                    | Reconquête                    | Reconquête                              | Reconquête                     | Éric Zemmour                                                                    | Conservatorism național    | Extrema dreaptă             | 0 / 577                   | Opoziție |
|                    | Lutte Ouvrière                | Lutte Ouvrière                          | Lutte Ouvrière                 | Conducere colectivă                                                             | Troțkism                   | Extrema stângă              | 0 / 577                   | Opoziție |
|                    | Alte partide/Independenți     | Alte partide/Independenți               | Alte partide/Independenți      | –                                                                               | –                          | –                           | 36 / 577                  | –        |

## Sondaje de opinie

### Primul tur de scrutin
| Firmă de sondare                   | Data sondării        | Eșantion | EXG           | NFP              | NFP              | NFP             | NFP             | DVG           | ECO       | ENS             | DVC           | LR (CNI)        | DVD           | DSV           | RN și aliații              | RN și aliații   | REC           | REG           | Alții         |      |   |      |    |      |      |   |     |     |      |   |    |
| Firmă de sondare                   | Data sondării        | Eșantion | EXG           | LFI              | PCF              | LE              | PS              | DVG           | ECO       | ENS             | DVC           | LR (CNI)        | DVD           | DSV           | LR / UXD Pro- Ciotti [ t ] | RN              | REC           | REG           | Alții         |      |   |      |    |      |      |   |     |     |      |   |    |
| ---------------------------------- | -------------------- | -------- | ------------- | ---------------- | ---------------- | --------------- | --------------- | ------------- | --------- | --------------- | ------------- | --------------- | ------------- | ------------- | -------------------------- | --------------- | ------------- | ------------- | ------------- | ---- | - | ---- | -- | ---- | ---- | - | --- | --- | ---- | - | -- |
| Firmă de sondare                   | Data sondării        | Eșantion | EXG           | Ifop             | 21-25 iunie 2024 | 2,335           | 1%              | DVG           | ECO       | ENS             | DVC           | LR (CNI)        | DVD           | DSV           | 28.5%                      | 28.5%           | 28.5%         | 28.5%         | Alții         | 0.5% | – | 21%  | 1% | 6.5% | 6.5% | – | 36% | 36% | 1.5% | – | 4% |
| Firmă de sondare                   | Data sondării        | Eșantion | Cluster17     | 22-24 iunie 2024 | 2,470            | 1.5%            | 30%             | 30%           | 30%       | 30%             | 1.5%          | –               | 19.5%         | 1%            | 7.5%                       | 1.5%            | –             | 4%            | 30.5%         | 1.5% | – | 1.5% |    |      |      |   |     |     |      |   |    |
| Harris Interactive                 | 21-24 iunie 2024     | 2,004    | 1%            | 27%              | 27%              | 27%             | 27%             | 1%            | –         | 20%             | 1%            | 7%              | 2%            | 0.5%          | 4%                         | 33%             | 2%            | –             | 1.5%          |      |   |      |    |      |      |   |     |     |      |   |    |
| Ifop                               | 20-24 iunie 2024     | 1,843    | 1%            | 29.5%            | 29.5%            | 29.5%           | 29.5%           | 1%            | –         | 20.5%           | 1%            | 7%              | 7%            | –             | 36%                        | 36%             | 1%            | –             | 3%            |      |   |      |    |      |      |   |     |     |      |   |    |
| Ifop                               | 19-22 iunie 2024     | 1,853    | 1.5%          | 29%              | 29%              | 29%             | 29%             | 1%            | –         | 21%             | 1%            | 7%              | 7%            | –             | 35.5%                      | 35.5%           | 1%            | –             | 3%            |      |   |      |    |      |      |   |     |     |      |   |    |
| Elabe                              | 19-21 iunie 2024     | 1,870    | 1%            | 27%              | 27%              | 27%             | 27%             | 2%            | –         | 20%             | 0.5%          | 10%             | 10%           | 0.5%          | 36%                        | 36%             | 1.5%          | –             | 1.5%          |      |   |      |    |      |      |   |     |     |      |   |    |
| Ifop                               | 18-21 iunie 2024     | 2,317    | 1%            | 29%              | 29%              | 29%             | 29%             | 1%            | –         | 21.5%           | 1%            | 6.5%            | 6.5%          | –             | 35%                        | 35%             | 1.5%          | –             | 3.5%          |      |   |      |    |      |      |   |     |     |      |   |    |
| Harris Interactive                 | 19-20 iunie 2024     | 2,004    | 1%            | 26%              | 26%              | 26%             | 26%             | 1%            | –         | 21%             | 1%            | 6%              | 2%            | 0.5%          | 2%                         | 33%             | 3%            | –             | 3.5%          |      |   |      |    |      |      |   |     |     |      |   |    |
| Ipsos                              | 19-20 iunie 2024     | 2,000    | 1.5%          | 29.5%            | 29.5%            | 29.5%           | 29.5%           | 1%            | –         | 19.5%           | 1%            | 7%              | 1.5%          | 1.5%          | 4%                         | 31.5%           | 2%            | –             | 1.5%          |      |   |      |    |      |      |   |     |     |      |   |    |
| Odoxa                              | 19-20 iunie 2024     | 1,861    | 2%            | 28%              | 28%              | 28%             | 28%             | 3%            | 1.5%      | 19%             | –             | 7%              | 1%            | –             | 33%                        | 33%             | 3.5%          | –             | 2%            |      |   |      |    |      |      |   |     |     |      |   |    |
| OpinionWay                         | 19-20 iunie 2024     | 1,009    | 1%            | 28%              | 28%              | 28%             | 28%             | 1%            | <1%       | 22%             | –             | 6%              | 3%            | –             | 35%                        | 35%             | 1%            | –             | 3%            |      |   |      |    |      |      |   |     |     |      |   |    |
| Ifop                               | 18-20 iunie 2024     | 1,861    | 1%            | 29%              | 29%              | 29%             | 29%             | 1%            | –         | 22%             | 1%            | 6%              | 6%            | –             | 34%                        | 34%             | 2%            | –             | 4%            |      |   |      |    |      |      |   |     |     |      |   |    |
| OpinionWay[nefuncțională – arhivă] | 18-20 iunie 2024     | 1,057    | <1%           | 27%              | 27%              | 27%             | 27%             | 2%            | 1%        | 20%             | –             | 7%              | 2%            | –             | 35%                        | 35%             | 2%            | –             | 4%            |      |   |      |    |      |      |   |     |     |      |   |    |
| Cluster17                          | 17-19 iunie 2024     | 2,654    | 1%            | 30%              | 30%              | 30%             | 30%             | 3%            | –         | 19%             | –             | 7%              | 2.5%          | –             | 32%                        | 32%             | 2.5%          | –             | 3%            |      |   |      |    |      |      |   |     |     |      |   |    |
| Ifop                               | 14-17 iunie 2024     | 1,131    | 1.5%          | 28%              | 28%              | 28%             | 28%             | 3%            | –         | 18%             | –             | 5%              | 2%            | 0.5%          | 4%                         | 33%             | 3%            | –             | 2%            |      |   |      |    |      |      |   |     |     |      |   |    |
| Ifop                               | 13-14 iunie 2024     | 1,114    | 1%            | 26%              | 26%              | 26%             | 26%             | 3.5%          | –         | 19%             | –             | 7%              | 1.5%          | 1%            | –                          | 35%             | 3%            | –             | 3%            |      |   |      |    |      |      |   |     |     |      |   |    |
| OpinionWay                         | 12-13 iunie 2024     | 1,011    | 1%            | 25%              | 25%              | 25%             | 25%             | 2%            | 2%        | 20%             | –             | 7%              | 2%            | –             | –                          | 33%             | 3%            | –             | 5%            |      |   |      |    |      |      |   |     |     |      |   |    |
| Cluster17                          | 11-13 iunie 2024     | 2,764    | 1%            | 28.5%            | 28.5%            | 28.5%           | 28.5%           | 3%            | 1.5%      | 18%             | 1%            | 7%              | 2.5%          | 1.5%          | –                          | 29.5%           | 3.5%          | 1%            | 2%            |      |   |      |    |      |      |   |     |     |      |   |    |
| Elabe                              | 11-12 iunie 2024     | 1,422    | 1%            | 28%              | 28%              | 28%             | 28%             | 5%            | –         | 18%             | –             | 6.5%            | 2%            | –             | –                          | 31%             | 4%            | –             | 4.5%          |      |   |      |    |      |      |   |     |     |      |   |    |
| OpinionWay                         | 11-12 iunie 2024     | 1,019    | 1%            | 25%              | 25%              | 25%             | 25%             | 3%            | 1%        | 19%             | –             | 9%              | 1%            | –             | –                          | 32%             | 4%            | –             | 5%            |      |   |      |    |      |      |   |     |     |      |   |    |
| Ifop                               | 10-11 iunie 2024     | 1,089    | 1%            | 25%              | 25%              | 25%             | 25%             | 5%            | –         | 18%             | –             | 9%              | 1.5%          | 0.5%          | –                          | 35%             | 4%            | –             | 1%            |      |   |      |    |      |      |   |     |     |      |   |    |
| Ifop                               | 10-11 iunie 2024     | 1,089    | 1%            | 11%              | 19%              | 19%             | 19%             | 3%            | –         | 17%             | –             | 8%              | 2%            | <0.5%         | –                          | 34%             | 4%            | –             | 1%            |      |   |      |    |      |      |   |     |     |      |   |    |
| Ifop                               | 10-11 iunie 2024     | 1,089    | 1%            | 11%              | 2%               | 6%              | 13%             | 2%            | –         | 16%             | –             | 8%              | 1%            | 0.5%          | –                          | 35%             | 3.5%          | –             | 4%            |      |   |      |    |      |      |   |     |     |      |   |    |
| OpinionWay                         | 10 iunie 2024        | 1,095    | 1%            | 23%              | 23%              | 23%             | 23%             | 4%            | 2%        | 18%             | –             | 8%              | 2%            | –             | –                          | 33%             | 5%            | –             | 4%            |      |   |      |    |      |      |   |     |     |      |   |    |
| Harris Interactive                 | 9-10 iunie 2024      | 2,340    | 3%            | 22%              | 22%              | 22%             | 22%             | 9%            | –         | 19%             | –             | 9%              | 9%            | –             | –                          | 34%             | 4%            | –             | –             |      |   |      |    |      |      |   |     |     |      |   |    |
| Ifop                               | 12-13 decembrie 2023 | 1,100    | 1.5%          | 24%              | 24%              | 24%             | 24%             | 6%            | –         | 19%             | –             | 11%             | 3%            | 1%            | –                          | 28%             | 5%            | –             | 1.5%          |      |   |      |    |      |      |   |     |     |      |   |    |
| Elabe                              | 3-5 aprilie 2023     | 1,699    | 1%            | 25.5%            | 25.5%            | 25.5%           | 25.5%           | 3%            | –         | 21.5%           | –             | 11.5%           | 1%            | 1.5%          | –                          | 24.5%           | 4.5%          | –             | 6%            |      |   |      |    |      |      |   |     |     |      |   |    |
| Ifop                               | 20-21 martie 2023    | 1,094    | 1%            | 26%              | 26%              | 26%             | 26%             | 5%            | –         | 22%             | –             | 10%             | 2%            | 1%            | –                          | 26%             | 5%            | –             | 2%            |      |   |      |    |      |      |   |     |     |      |   |    |
| Harris Interactive                 | 3-7 martie 2023      | 2,108    | 1%            | 24%              | 24%              | 24%             | 24%             | 6%            | –         | 24%             | 1%            | 10%             | 3%            | 1%            | –                          | 22%             | 4%            | –             | 4%            |      |   |      |    |      |      |   |     |     |      |   |    |
| Cluster17                          | 4-6 noiembrie 2022   | 2,096    | 1.5%          | 24.5%            | 24.5%            | 24.5%           | 24.5%           | 3%            | 1%        | 25%             | 0.5%          | 10.5%           | 2%            | 2%            | –                          | 20%             | 5%            | 1%            | 4%            |      |   |      |    |      |      |   |     |     |      |   |    |
| Ifop                               | 2-4 noiembrie 2022   | 1,396    | 1.5%          | 25%              | 25%              | 25%             | 25%             | 4%            | –         | 27%             | –             | 11%             | 2%            | 0.5%          | –                          | 21%             | 5.5%          | –             | 2.5%          |      |   |      |    |      |      |   |     |     |      |   |    |
| Ministerul de Interne (Le Monde)   | 12 iunie 2022        | N/A      | 1.17% (1.19%) | 25.66% (26.16%)  | 25.66% (26.16%)  | 25.66% (26.16%) | 25.66% (26.16%) | 3.70% (3.30%) | 2.67% (–) | 25.75% (25.80%) | 1.25% (1.30%) | 11.29% (11.30%) | 2.33% (1.92%) | 1.13% (1.21%) | –                          | 18.68% (18.68%) | 4.24% (4.25%) | 1.28% (1.09%) | 0.85% (3.80%) |      |   |      |    |      |      |   |     |     |      |   |    |

## Rezultate

### Rezultate naționale
Rezultatele enumerate mai jos corespund grupărilor create de Ministerul de Interne, care pot diferi ușor de cifrele raportate în alte surse din cauza reclasificării candidaților în diferite partide și alianțe politice. Diferențele observate în notele de subsol ale tabelului de rezultate naționale de mai jos reflectă partidele politice și alianțele atribuite candidaților de către Le Monde. Clasificările Ministerului de Interne includ, în general, mai puțini candidați în cadrul grupurilor pentru Ensemble, Noul Front Popular și Republicani, în comparație cu Le Monde și alte instituții media care optează pentru a nu folosi clasificările de candidați ale Ministerului de Interne; ca urmare, voturile oficiale și totalurile de locuri enumerate mai jos pot fi mai mici decât cele raportate în acele surse.
Pe baza rezultatelor finale publicate de Ministerul de Interne și a clasificării candidaților Le Monde, Noul Front Popular a obținut 182 de locuri, față de Ensemble cu 168, candidații susținuți de RN cu 143 și 45 pentru LR (față de 56 revendicate de partid, din cauza diferențelor de autoidentificare a candidaților). Din cei 182 de deputați NFP, 74 sunt atribuiți LFI, 59 PS, 28 LE, 9 PCF, 5 Génération.s, 5 diverși deputați de stânga și 2 regionaliști.
| Partid sau alianță            | Partid sau alianță            | Partid sau alianță            | Partid sau alianță            | Primul tur | Primul tur | Primul tur | Al doilea tur | Al doilea tur | Al doilea tur | Total locuri | +/- |
| Partid sau alianță            | Partid sau alianță            | Partid sau alianță            | Partid sau alianță            | Voturi     | %          | Locuri     | Voturi        | %             | Locuri        | Total locuri | +/- |
| ----------------------------- | ----------------------------- | ----------------------------- | ----------------------------- | ---------- | ---------- | ---------- | ------------- | ------------- | ------------- | ------------ | --- |
|                               | Adunarea Națională și aliații |                               | Adunarea Națională            | 9,379,092  | 29.26      | 37         | 8,745,063     | 32.05         | 88            | 125          | +36 |
|                               | Adunarea Națională și aliații | Uniunea de extremă dreapta    | 1,268,822                     | 3.96       | 1          | 1,364,950  | 5.00          | 16            | 17            | Nou          |     |
| Total                         | Total                         | 10,647,914                    | 33.21                         | 38         | 10,110,013 | 37.05      | 104           | 142           | +53           |              |     |
|                               | Noul Front Popular            | Noul Front Popular            | Noul Front Popular            | 9,021,722  | 28.14      | 32         | 7,040,232     | 25.81         | 148           | 180          | +49 |
|                               | Ensemble                      | Ensemble                      | Ensemble                      | 6,820,261  | 21.27      | 2          | 6,692,365     | 24.53         | 157           | 159          | -86 |
|                               | Republicanii                  | Republicanii                  | Republicanii                  | 2,104,978  | 6.57       | 1          | 1,474,723     | 5.41          | 38            | 39           | -25 |
|                               | Dreapta diversă               | Dreapta diversă               | Dreapta diversă               | 1,172,535  | 3.66       | 2          | 980,548       | 3.59          | 25            | 27           | +17 |
|                               | Stânga diversă                | Stânga diversă                | Stânga diversă                | 491,068    | 1.53       | 0          | 401,063       | 1.47          | 12            | 12           | -9  |
|                               | Centrul divers                | Centrul divers                | Centrul divers                | 391,418    | 1.22       | 0          | 177,164       | 0.65          | 6             | 6            | +2  |
|                               | Extrema stângă diversă        | Extrema stângă diversă        | Extrema stângă diversă        | 367,194    | 1.15       | 0          |               |               |               | 0            | 0   |
|                               | Regionaliști                  | Regionaliști                  | Regionaliști                  | 335,817    | 1.05       | 0          | 288,201       | 1.06          | 9             | 9            | -1  |
|                               | Reconquête                    | Reconquête                    | Reconquête                    | 239,985    | 0.75       | 0          |               |               |               | 0            | 0   |
|                               | Ecologiști                    | Ecologiști                    | Ecologiști                    | 181,988    | 0.57       | 0          | 37,808        | 0.14          | 1             | 1            | –   |
|                               | Independenți                  | Independenți                  | Independenți                  | 142,889    | 0.45       | 0          | 38,025        | 0.14          | 1             | 1            | 0   |
|                               | Dreapta suveranistă           | Dreapta suveranistă           | Dreapta suveranistă           | 90,094     | 0.28       | 0          | 18,672        | 0.07          | 0             | 0            | -1  |
|                               | Extrema dreaptă diversă       | Extrema dreaptă diversă       | Extrema dreaptă diversă       | 59,679     | 0.19       | 1          | 23,216        | 0.09          | 1             | 1            | +1  |
|                               | Partidul Radical al Stângii   | Partidul Radical al Stângii   | Partidul Radical al Stângii   | 12,434     | 0.04       | 0          |               |               |               | 0            | -1  |
| Total                         | Total                         | Total                         | Total                         | 32,057,944 | 100.00     | 76         | 27,282,030    | 100.00        | 501           | 577          | 0   |
|                               |                               |                               |                               |            |            |            |               |               |               |              |     |
| Voturi valide                 | Voturi valide                 | Voturi valide                 | Voturi valide                 | 32,060,374 | 97.41      |            | 27,282,030    | 94.50         |               |              |     |
| Voturi invalide               | Voturi invalide               | Voturi invalide               | Voturi invalide               | 268,909    | 0.82       | 395,302    | 1.37          |               |               |              |     |
| Voturi nule                   | Voturi nule                   | Voturi nule                   | Voturi nule                   | 581,850    | 1.77       | 1,193,011  | 4.13          |               |               |              |     |
| Total voturi                  | Total voturi                  | Total voturi                  | Total voturi                  | 32,911,133 | 100.00     | 28,870,343 | 100.00        |               |               |              |     |
| Votanți înregistrați/prezența | Votanți înregistrați/prezența | Votanți înregistrați/prezența | Votanți înregistrați/prezența | 49,332,732 | 66.71      | 49,339,714 | 66.63         |               |               |              |     |
| Sursă: Ministerul de Interne  |                               |                               |                               |            |            |            |               |               |               |              |     |

| \| Vot popular (primul tur) \| Vot popular (primul tur) \| Vot popular (primul tur) \| Vot popular (primul tur) \| Vot popular (primul tur) \| \| ------------------------ \| ------------------------ \| ------------------------ \| ------------------------ \| ------------------------ \| \| \| \| \| \| \| \| RN/UXD[t] \| RN/UXD[t] \| \| 33.15% \| 33.15% \| \| NFP[w] \| NFP[w] \| \| 28.14% \| 28.14% \| \| ENS[x] \| ENS[x] \| \| 21.27% \| 21.27% \| \| LR[y] \| LR[y] \| \| 6.57% \| 6.57% \| \| DVD \| DVD \| \| 3.66% \| 3.66% \| \| DVG \| DVG \| \| 1.53% \| 1.53% \| \| DVC \| DVC \| \| 1.22% \| 1.22% \| \| EXG \| EXG \| \| 1.15% \| 1.15% \| \| REG \| REG \| \| 1.05% \| 1.05% \| \| REC \| REC \| \| 0.75% \| 0.75% \| \| ECO \| ECO \| \| 0.57% \| 0.57% \| \| DIV \| DIV \| \| 0.45% \| 0.45% \| \| DSV \| DSV \| \| 0.28% \| 0.28% \| \| EXD \| EXD \| \| 0.19% \| 0.19% \| \| RDG \| RDG \| \| 0.04% \| 0.04% \| |        |  |        |        |
| Vot popular (primul tur) |        |  |        |        |
| |        |  |        |        |
| RN/UXD | RN/UXD |  | 33.15% | 33.15% |
| NFP | NFP    |  | 28.14% | 28.14% |
| ENS | ENS    |  | 21.27% | 21.27% |
| LR | LR     |  | 6.57%  | 6.57%  |
| DVD | DVD    |  | 3.66%  | 3.66%  |
| DVG | DVG    |  | 1.53%  | 1.53%  |
| DVC | DVC    |  | 1.22%  | 1.22%  |
| EXG | EXG    |  | 1.15%  | 1.15%  |
| REG | REG    |  | 1.05%  | 1.05%  |
| REC | REC    |  | 0.75%  | 0.75%  |
| ECO | ECO    |  | 0.57%  | 0.57%  |
| DIV | DIV    |  | 0.45%  | 0.45%  |
| DSV | DSV    |  | 0.28%  | 0.28%  |
| EXD | EXD    |  | 0.19%  | 0.19%  |
| RDG | RDG    |  | 0.04%  | 0.04%  |

| \| Vot popular (al doilea tur) \| Vot popular (al doilea tur) \| Vot popular (al doilea tur) \| Vot popular (al doilea tur) \| Vot popular (al doilea tur) \| \| --------------------------- \| --------------------------- \| --------------------------------------------------------------------------------------------------------------- \| --------------------------- \| --------------------------- \| \| \| \| \| \| \| \| RN/UXD[t] \| RN/UXD[t] \| \| 37.06% \| 37.06% \| \| NFP[w] \| NFP[w] \| \| 25.81% \| 25.81% \| \| ENS[x] \| ENS[x] \| \| 24.53% \| 24.53% \| \| LR[y] \| LR[y] \| \| 5.41% \| 5.41% \| \| DVD \| DVD \| \| 3.59% \| 3.59% \| \| DVG \| DVG \| \| 1.47% \| 1.47% \| \| REG \| REG \| \| 1.06% \| 1.06% \| \| DVC \| DVC \| \| 0.65% \| 0.65% \| \| DIV \| DIV \| \| 0.14% \| 0.14% \| \| ECO \| ECO \| \| 0.14% \| 0.14% \| \| EXD \| EXD \| <div style="background:Eroare în script: Nu există modulul „Political party”.; width:0.09%; overflow: hidden;"> \| 0.09% \| 0.09% \| \| DSV \| DSV \| \| 0.07% \| 0.07% \| |        | |        |        |
| Vot popular (al doilea tur) |        | |        |        |
| |        | |        |        |
| RN/UXD | RN/UXD | | 37.06% | 37.06% |
| NFP | NFP    | | 25.81% | 25.81% |
| ENS | ENS    | | 24.53% | 24.53% |
| LR | LR     | | 5.41%  | 5.41%  |
| DVD | DVD    | | 3.59%  | 3.59%  |
| DVG | DVG    | | 1.47%  | 1.47%  |
| REG | REG    | | 1.06%  | 1.06%  |
| DVC | DVC    | | 0.65%  | 0.65%  |
| DIV | DIV    | | 0.14%  | 0.14%  |
| ECO | ECO    | | 0.14%  | 0.14%  |
| EXD | EXD    | <div style="background:Eroare în script: Nu există modulul „Political party”.; width:0.09%; overflow: hidden;"> | 0.09%  | 0.09%  |
| DSV | DSV    | | 0.07%  | 0.07%  |

| \| Locuri \| Locuri \| Locuri \| Locuri \| Locuri \| \| --------- \| --------- \| --------------------------------------------------------------------------------------------------------------- \| ------ \| ------ \| \| \| \| \| \| \| \| NFP[w] \| NFP[w] \| \| 31.20% \| 31.20% \| \| ENS[x] \| ENS[x] \| \| 27.56% \| 27.56% \| \| RN/UXD[t] \| RN/UXD[t] \| \| 24.61% \| 24.61% \| \| LR[y] \| LR[y] \| \| 6.76% \| 6.76% \| \| DVD \| DVD \| \| 4.68% \| 4.68% \| \| DVG \| DVG \| \| 2.08% \| 2.08% \| \| REG \| REG \| \| 1.56% \| 1.56% \| \| DVC \| DVC \| \| 1.04% \| 1.04% \| \| ECO \| ECO \| \| 0.17% \| 0.17% \| \| DIV \| DIV \| \| 0.17% \| 0.17% \| \| EXD \| EXD \| <div style="background:Eroare în script: Nu există modulul „Political party”.; width:0.17%; overflow: hidden;"> \| 0.17% \| 0.17% \| |        | |        |        |
| Locuri |        | |        |        |
| |        | |        |        |
| NFP | NFP    | | 31.20% | 31.20% |
| ENS | ENS    | | 27.56% | 27.56% |
| RN/UXD | RN/UXD | | 24.61% | 24.61% |
| LR | LR     | | 6.76%  | 6.76%  |
| DVD | DVD    | | 4.68%  | 4.68%  |
| DVG | DVG    | | 2.08%  | 2.08%  |
| REG | REG    | | 1.56%  | 1.56%  |
| DVC | DVC    | | 1.04%  | 1.04%  |
| ECO | ECO    | | 0.17%  | 0.17%  |
| DIV | DIV    | | 0.17%  | 0.17%  |
| EXD | EXD    | <div style="background:Eroare în script: Nu există modulul „Political party”.; width:0.17%; overflow: hidden;"> | 0.17%  | 0.17%  |

### Demografia votanților
| Sociologia electoratului                                 | Sociologia electoratului            | Sociologia electoratului | Sociologia electoratului | Sociologia electoratului | Sociologia electoratului | Sociologia electoratului | Sociologia electoratului |       |      |       |
| Demografie                                               | Demografie                          | NFP                      | ENS                      | LR/DVD                   | RN/UXD                   | Alții                    | Prezență                 |       |      |       |
| -------------------------------------------------------- | ----------------------------------- | ------------------------ | ------------------------ | ------------------------ | ------------------------ | ------------------------ | ------------------------ | ----- | ---- | ----- |
| Demografie                                               | Demografie                          | Vot total                | Vot total                | 28.1%                    | 20.3%                    | 10.2%                    | Prezență                 | 34.0% | 7.4% | 65.8% |
| Votul în primul tur al alegerilor prezidențiale din 2022 |                                     |                          |                          |                          |                          |                          |                          |       |      |       |
|                                                          | Jean-Luc Mélenchon                  | 77%                      | 3%                       | 3%                       | 9%                       | 8%                       | 72%                      |       |      |       |
|                                                          | Fabien Roussel                      | 66%                      | 7%                       | 9%                       | 6%                       | 12%                      | 71%                      |       |      |       |
|                                                          | Yannick Jadot                       | 61%                      | 19%                      | 7%                       | 2%                       | 11%                      | 73%                      |       |      |       |
|                                                          | Anne Hidalgo                        | 75%                      | 10%                      | 4%                       | 3%                       | 8%                       | 70%                      |       |      |       |
|                                                          | Emmanuel Macron                     | 14%                      | 56%                      | 15%                      | 8%                       | 7%                       | 74%                      |       |      |       |
|                                                          | Valérie Pécresse                    | 2%                       | 24%                      | 48%                      | 21%                      | 5%                       | 78%                      |       |      |       |
|                                                          | Marine Le Pen                       | 2%                       | 2%                       | 4%                       | 89%                      | 3%                       | 71%                      |       |      |       |
|                                                          | Éric Zemmour                        | 0%                       | 4%                       | 9%                       | 79%                      | 8%                       | 74%                      |       |      |       |
|                                                          | Nicolas Dupont-Aignan               | 4%                       | 5%                       | 15%                      | 61%                      | 15%                      | 63%                      |       |      |       |
|                                                          | Jean Lassalle                       | 12%                      | 21%                      | 14%                      | 37%                      | 16%                      | 48%                      |       |      |       |
| Votul pe partide la alegerile europarlamentare din 2024  |                                     |                          |                          |                          |                          |                          |                          |       |      |       |
|                                                          | LFI                                 | 94%                      | 0%                       | 1%                       | 2%                       | 3%                       | 77%                      |       |      |       |
|                                                          | LE                                  | 67%                      | 16%                      | 5%                       | 1%                       | 11%                      | 75%                      |       |      |       |
|                                                          | PS/PP                               | 67%                      | 17%                      | 5%                       | 2%                       | 9%                       | 81%                      |       |      |       |
|                                                          | ENS                                 | 3%                       | 76%                      | 13%                      | 1%                       | 7%                       | 83%                      |       |      |       |
|                                                          | LR                                  | 1%                       | 28%                      | 55%                      | 11%                      | 5%                       | 76%                      |       |      |       |
|                                                          | RN                                  | 1%                       | 2%                       | 4%                       | 91%                      | 2%                       | 74%                      |       |      |       |
|                                                          | REC                                 | 1%                       | 5%                       | 9%                       | 72%                      | 13%                      | 75%                      |       |      |       |
| Afilierea pe partide politice                            |                                     |                          |                          |                          |                          |                          |                          |       |      |       |
|                                                          | LFI                                 | 96%                      | 0%                       | 1%                       | 0%                       | 3%                       | 70%                      |       |      |       |
|                                                          | PCF                                 | 68%                      | 2%                       | 10%                      | 6%                       | 14%                      | 68%                      |       |      |       |
|                                                          | PS                                  | 73%                      | 12%                      | 4%                       | 3%                       | 8%                       | 74%                      |       |      |       |
|                                                          | LE                                  | 75%                      | 11%                      | 3%                       | 1%                       | 10%                      | 66%                      |       |      |       |
|                                                          | LFI/PCF/PS/LE subtotal              | 79%                      | 8%                       | 3%                       | 2%                       | 8%                       | 70%                      |       |      |       |
|                                                          | RE/MoDem/Horizons                   | 3%                       | 74%                      | 14%                      | 2%                       | 7%                       | 76%                      |       |      |       |
|                                                          | LR                                  | 1%                       | 19%                      | 49%                      | 28%                      | 3%                       | 75%                      |       |      |       |
|                                                          | RN                                  | 1%                       | 1%                       | 1%                       | 95%                      | 2%                       | 71%                      |       |      |       |
|                                                          | Reconquête                          | 1%                       | 2%                       | 6%                       | 76%                      | 15%                      | 76%                      |       |      |       |
|                                                          | None                                | 21%                      | 24%                      | 14%                      | 30%                      | 11%                      | 49%                      |       |      |       |
| Momentul hotărârii alegerii votului                      |                                     |                          |                          |                          |                          |                          |                          |       |      |       |
| În ultimele săptămâni                                    | În ultimele săptămâni               | 30%                      | 18%                      | 6%                       | 41%                      | 5%                       | –                        |       |      |       |
| În ultimele zile                                         | În ultimele zile                    | 27%                      | 26%                      | 18%                      | 18%                      | 11%                      | –                        |       |      |       |
| În ultimul moment                                        | În ultimul moment                   | 18%                      | 23%                      | 20%                      | 21%                      | 18%                      | –                        |       |      |       |
| Satisfacția față de Emmanuel Macron                      |                                     |                          |                          |                          |                          |                          |                          |       |      |       |
| Foarte satisfăcut                                        | Foarte satisfăcut                   | 10%                      | 50%                      | 17%                      | 11%                      | 12%                      | 54%                      |       |      |       |
| Mai degrabă satisfăcut                                   | Mai degrabă satisfăcut              | 13%                      | 56%                      | 15%                      | 9%                       | 7%                       | 63%                      |       |      |       |
| Mai degrabă nesatisfăcut                                 | Mai degrabă nesatisfăcut            | 36%                      | 18%                      | 12%                      | 27%                      | 7%                       | 64%                      |       |      |       |
| Per total nesatisfăcut                                   | Per total nesatisfăcut              | 32%                      | 2%                       | 6%                       | 53%                      | 7%                       | 70%                      |       |      |       |
| Subtotal satisfăcut                                      | Subtotal satisfăcut                 | 13%                      | 55%                      | 15%                      | 9%                       | 8%                       | 62%                      |       |      |       |
| Subtotal nesatisfăcut                                    | Subtotal nesatisfăcut               | 33%                      | 9%                       | 9%                       | 42%                      | 7%                       | 67%                      |       |      |       |
| Sex                                                      |                                     |                          |                          |                          |                          |                          |                          |       |      |       |
| Bărbat                                                   | Bărbat                              | 27%                      | 19%                      | 10%                      | 36%                      | 8%                       | 66%                      |       |      |       |
| Femeie                                                   | Femeie                              | 29%                      | 21%                      | 11%                      | 32%                      | 7%                       | 65%                      |       |      |       |
| Vârstă                                                   |                                     |                          |                          |                          |                          |                          |                          |       |      |       |
| 18–24 ani                                                | 18–24 ani                           | 48%                      | 9%                       | 4%                       | 33%                      | 6%                       | 57%                      |       |      |       |
| 25–34 ani                                                | 25–34 ani                           | 38%                      | 13%                      | 8%                       | 32%                      | 9%                       | 51%                      |       |      |       |
| 35–49 ani                                                | 35–49 ani                           | 31%                      | 17%                      | 9%                       | 36%                      | 7%                       | 61%                      |       |      |       |
| 50–59 ani                                                | 50–59 ani                           | 25%                      | 18%                      | 10%                      | 40%                      | 7%                       | 66%                      |       |      |       |
| 60–69 ani                                                | 60–69 ani                           | 24%                      | 21%                      | 11%                      | 35%                      | 9%                       | 74%                      |       |      |       |
| 70 sau mai bătrân                                        | 70 sau mai bătrân                   | 18%                      | 32%                      | 14%                      | 29%                      | 7%                       | 80%                      |       |      |       |
| Clasificare socio-profesională                           |                                     |                          |                          |                          |                          |                          |                          |       |      |       |
| Manager/profesionist                                     | Manager/profesionist                | 34%                      | 26%                      | 11%                      | 21%                      | 8%                       | 65%                      |       |      |       |
| Ocupație intermediară                                    | Ocupație intermediară               | 35%                      | 18%                      | 8%                       | 31%                      | 8%                       | 62%                      |       |      |       |
| Muncitor al gulerelor albe                               | Muncitor al gulerelor albe          | 30%                      | 12%                      | 8%                       | 44%                      | 6%                       | 58%                      |       |      |       |
| Muncitor al gulerelor albastre                           | Muncitor al gulerelor albastre      | 21%                      | 7%                       | 6%                       | 57%                      | 9%                       | 54%                      |       |      |       |
| Pensionar                                                | Pensionar                           | 20%                      | 29%                      | 13%                      | 31%                      | 7%                       | 79%                      |       |      |       |
| (Pensionar, profesie înaltă)                             | (Pensionar, profesie înaltă)        | 21%                      | 32%                      | 15%                      | 25%                      | 7%                       | 84%                      |       |      |       |
| (Pensionar, profesie de jos)                             | (Pensionar, profesie de jos)        | 18%                      | 26%                      | 12%                      | 36%                      | 8%                       | 75%                      |       |      |       |
| Statut în câmpul muncii                                  |                                     |                          |                          |                          |                          |                          |                          |       |      |       |
| Angajat                                                  | Angajat                             | 30%                      | 16%                      | 9%                       | 37%                      | 8%                       | 59%                      |       |      |       |
| (Angajat în sectorul privat)                             | (Angajat în sectorul privat)        | 27%                      | 17%                      | 9%                       | 40%                      | 7%                       | 57%                      |       |      |       |
| (Angajat în sectorul public)                             | (Angajat în sectorul public)        | 35%                      | 16%                      | 8%                       | 33%                      | 8%                       | 63%                      |       |      |       |
| Liber profesionist                                       | Liber profesionist                  | 32%                      | 21%                      | 10%                      | 28%                      | 9%                       | 65%                      |       |      |       |
| Șomer                                                    | Șomer                               | 37%                      | 7%                       | 5%                       | 40%                      | 11%                      | 61%                      |       |      |       |
| Educație                                                 |                                     |                          |                          |                          |                          |                          |                          |       |      |       |
| Fără baccalauréat                                        | Fără baccalauréat                   | 17%                      | 17%                      | 10%                      | 49%                      | 7%                       | 67%                      |       |      |       |
| Baccalauréat                                             | Baccalauréat                        | 26%                      | 19%                      | 8%                       | 38%                      | 9%                       | 66%                      |       |      |       |
| Bac +2                                                   | Bac +2                              | 28%                      | 22%                      | 11%                      | 32%                      | 7%                       | 63%                      |       |      |       |
| Cel puțin bac +3                                         | Cel puțin bac +3                    | 37%                      | 22%                      | 12%                      | 22%                      | 7%                       | 67%                      |       |      |       |
| Venitul lunar al gospodăriei                             |                                     |                          |                          |                          |                          |                          |                          |       |      |       |
| Mai puțin de €1,250                                      | Mai puțin de €1,250                 | 35%                      | 12%                      | 8%                       | 38%                      | 7%                       | 57%                      |       |      |       |
| Între €1,250 și €2,000                                   | Între €1,250 și €2,000              | 33%                      | 15%                      | 7%                       | 36%                      | 9%                       | 62%                      |       |      |       |
| Între €2,000 și €3,000                                   | Între €2,000 și €3,000              | 26%                      | 22%                      | 9%                       | 35%                      | 8%                       | 67%                      |       |      |       |
| Mai mult de €3,000                                       | Mai mult de €3,000                  | 26%                      | 23%                      | 12%                      | 32%                      | 7%                       | 69%                      |       |      |       |
| Aglomerație                                              |                                     |                          |                          |                          |                          |                          |                          |       |      |       |
| Mai puțin de 2,000 de locuitori                          | Mai puțin de 2,000 de locuitori     | 23%                      | 19%                      | 10%                      | 40%                      | 8%                       | 67%                      |       |      |       |
| 2,000-9,999 locuitori                                    | 2,000-9,999 locuitori               | 25%                      | 19%                      | 10%                      | 39%                      | 7%                       | 68%                      |       |      |       |
| 10,000-49,999 locuitori                                  | 10,000-49,999 locuitori             | 26%                      | 23%                      | 10%                      | 36%                      | 5%                       | 64%                      |       |      |       |
| 50,000-199,999 locuitori                                 | 50,000-199,999 locuitori            | 25%                      | 20%                      | 13%                      | 34%                      | 8%                       | 65%                      |       |      |       |
| 200,000 sau mai mulți locuitori                          | 200,000 sau mai mulți locuitori     | 33%                      | 21%                      | 10%                      | 28%                      | 8%                       | 65%                      |       |      |       |
| Religie                                                  |                                     |                          |                          |                          |                          |                          |                          |       |      |       |
| Catolicism                                               | Catolicism                          | 16%                      | 23%                      | 13%                      | 41%                      | 7%                       | 69%                      |       |      |       |
| (Practicant)                                             | (Practicant)                        | 13%                      | 21%                      | 20%                      | 37%                      | 9%                       | 62%                      |       |      |       |
| (Practicant ocazional)                                   | (Practicant ocazional)              | 14%                      | 22%                      | 16%                      | 40%                      | 8%                       | 70%                      |       |      |       |
| (Nepracticant)                                           | (Nepracticant)                      | 18%                      | 23%                      | 11%                      | 41%                      | 7%                       | 69%                      |       |      |       |
| Altă religie                                             | Altă religie                        | 34%                      | 11%                      | 5%                       | 39%                      | 11%                      | 52%                      |       |      |       |
| Fără                                                     | Fără                                | 39%                      | 18%                      | 7%                       | 28%                      | 8%                       | 65%                      |       |      |       |
| Satsifacția vieții                                       |                                     |                          |                          |                          |                          |                          |                          |       |      |       |
| Foarte satisfăcut                                        | Foarte satisfăcut                   | 32%                      | 30%                      | 14%                      | 15%                      | 9%                       | 58%                      |       |      |       |
| Mai degrabă satisfăcut                                   | Mai degrabă satisfăcut              | 28%                      | 25%                      | 11%                      | 28%                      | 8%                       | 68%                      |       |      |       |
| Mai degrabă nesatisfăcut                                 | Mai degrabă nesatisfăcut            | 29%                      | 10%                      | 8%                       | 47%                      | 6%                       | 64%                      |       |      |       |
| Per total nesatisfăcut                                   | Per total nesatisfăcut              | 23%                      | 4%                       | 4%                       | 61%                      | 8%                       | 66%                      |       |      |       |
| Subtotal satisfăcut                                      | Subtotal satisfăcut                 | 28%                      | 25%                      | 12%                      | 27%                      | 8%                       | 67%                      |       |      |       |
| Subtotal nesatisfăcut                                    | Subtotal nesatisfăcut               | 27%                      | 9%                       | 7%                       | 50%                      | 7%                       | 64%                      |       |      |       |
| Clasa socială declarată                                  |                                     |                          |                          |                          |                          |                          |                          |       |      |       |
| Defavorizat                                              | Defavorizat                         | 29%                      | 6%                       | 5%                       | 54%                      | 6%                       | 60%                      |       |      |       |
| Clasa muncitoare                                         | Clasa muncitoare                    | 35%                      | 12%                      | 7%                       | 38%                      | 8%                       | 60%                      |       |      |       |
| Clasa de mijloc mai puțin înstărită                      | Clasa de mijloc mai puțin înstărită | 26%                      | 20%                      | 10%                      | 36%                      | 8%                       | 67%                      |       |      |       |
| Clasa de mijloc înstărită                                | Clasa de mijloc înstărită           | 27%                      | 28%                      | 14%                      | 25%                      | 6%                       | 71%                      |       |      |       |
| Clasa înstărită                                          | Clasa înstărită                     | 28%                      | 27%                      | 18%                      | 21%                      | 6%                       | 57%                      |       |      |       |
| Situație financiară                                      |                                     |                          |                          |                          |                          |                          |                          |       |      |       |
| Economisește mult                                        | Economisește mult                   | 27%                      | 30%                      | 18%                      | 17%                      | 8%                       | 54%                      |       |      |       |
| Economisește puțin                                       | Economisește puțin                  | 28%                      | 25%                      | 12%                      | 27%                      | 8%                       | 68%                      |       |      |       |
| Doar cât să acopere cheltuielile                         | Doar cât să acopere cheltuielile    | 28%                      | 15%                      | 9%                       | 41%                      | 7%                       | 65%                      |       |      |       |
| Trăiește pe datorie                                      | Trăiește pe datorie                 | 29%                      | 10%                      | 7%                       | 46%                      | 8%                       | 64%                      |       |      |       |
| Demografie                                               | Demografie                          |                          |                          |                          |                          |                          | Prezență                 |       |      |       |
| Demografie                                               | Demografie                          | NFP                      | ENS                      | LR/DVD                   | RN/UXD                   | Alții                    | Prezență                 |       |      |       |
| Sociologia electoratului                                 |                                     |                          |                          |                          |                          |                          |                          |       |      |       |
| Sursă: Ipsos Franța                                      |                                     |                          |                          |                          |                          |                          |                          |       |      |       |